# Skotske regioner
Skotlands grevskaber blev i 1975 erstattet af 12 regioner med lokalt selvstyre. Disse blev med en reform 1. april 1996 erstattet af 32 kommuner , eller council areas .
1. Strathclyde
2. Dumfries and Galloway
3. Borders
4. Lothian
5. Central
6. Fife
7. Tayside
8. Grampian
9. Highland
10. Western Isles

Ikke vist på kortet :
- Shetland
- Orkney